# Viktor Baloha
Viktor Ivanovytch Baloha (en ukrainien : Віктор Іванович Балога, né le 15 juin 1963) est un homme d'État et député ukrainien.

## Biographie

### Carrière politique
Il a été ministre des situations d'urgence du Gouvernement Iekhanourov et du Gouvernement Ianoukovytch II, directeur de l'Administration présidentielle d'Ukraine de 2006 à 2009, gouverneur de l'Oblast de Transcarpatie en 2005, maire de Moukatchevo en 1998 et 1999.
Il fut aussi membre des IVe, VIIe et IXe de la Rada d'Ukraine.